# Amores... querer con alevosía
Amores... querer con alevosía  é uma telenovela mexicana produzida por Rossana Arau e Luis Vélez e exibida pela Azteca entre 15 de janeiro e 22 de junho de 2001. 
Foi protagonizada por Barbara Mori e Christian Meier e antagonizada por Juan Manuel Bernal e Elizabeth Cervantes.

## Sinopse
Esta é uma história de amor em que existem diferentes maneiras de senti-lo. Carolina pertence a uma família de classe média. Ela mora com os pais e as duas irmãs e tem um namorado chamado Mario. Na universidade, ela conhece acidentalmente Pablo, um jovem que aparece em um evento com a namorada. O encontro deles não é tão amigável e termina com uma batalha, mas apesar disso, sem dúvida existe uma grande atração entre eles, que parece ser amor à primeira vista. Guillermo, o pai de Pablo, tem um problema com as revistas que sua editora publica, então decidem fazer um contrato com os jovens e publicar uma revista para eles. Entre eles, conhece Carolina, que ao voltar para ver Pablo inicia uma longa guerra sem perceber que na verdade estão apaixonados.

## Elenco
- Bárbara Mori .... Carolina Morales
- Christian Meier .... Pablo Herreros
- Juan Manuel Bernal .... Mario Rodríguez
- Fernando Becerril .... Guillermo Herreros
- Patricia Bernal .... Susana de Herreros
- Miguel Ángel Ferriz .... Arturo Morales
- Paloma Woolrich .... Belinda de Morales
- Gabriela de la Garza .... Carmela Villalonga
- Francisco de la O .... Felipe Montero
- Saby Kamalich .... Cristina
- Carla Rodríguez .... Consuelo
- Carmen Beato .... Ángela
- Daniel Martínez .... Iván
- León Michel .... Julián
- Dino García .... Ignacio Orozco
- Elizabeth Cervantes .... Matilde Morales
- Irene Azuela .... Rocío Morales
- Mariana Isla .... Pilar Sánchez
- Eduardo Victoria .... Antonio Redondo
- Carmen Perkins .... Mercedes Quintana
- Lariza Mendizábal .... Beatriz Quintana
- Jorge Levy .... Alberto Ruíz
- Carlos Torres Torrija .... Fernando
- Héctor Bonilla
- Plutarco Haza .... Salvador
- Verónica Merchant
- Jorge Galván
- Claudia Soberón .... Claudia